# 菲利普斯堡 (密蘇里州)
菲利普斯堡（英語：Phillipsburg）是位於美國密蘇里州拉克利德縣的村。

## 人口
根據2020年美國人口普查的數據，菲利普斯堡的面積為2.07平方千米，皆為陸地。當地共有人口164人，而人口密度為每平方千米79人。